# Крюссинг, Кристиан Педер
Кристиан Педер Крюссинг (дат. Christian Peder Kryssing; 7 июля 1891 — 7 июля 1976) — первый командующий добровольческим корпусом СС «Дания» (19 июля 1941 г. — 23 февраля 1942 г.). Бригадефюрер СС.

## Биография
Из семьи потомственных военных. С ранних лет на военной службе. С 16 лет премьер-лейтенант. С 1913 г. — капитан. С 1934 г. — полковник, командир 5-го артиллерийского полка. После капитуляции Дании 9 апреля 1940 г. выразил готовность сотрудничать с оккупационными властями.
3 июля 1941 года Кристиан Педер Крюссинг был назначен командиром Добровольческого корпуса «Дания», входившего в состав Ваффен СС. 23 февраля 1942 из-за разногласий между ним и более нацистски настроенными офицерами снят с поста. Служил в других частях СС. В конце Второй мировой войны оказался в английском плену. Освобождён в 1948 г. После войны политикой не занимался.